# Selysiothemis nigra
Selysiothemis nigra es la única especie del género Selysiothemis, en la familia Libellulidae. Habita en Asia Central, Oriente Medio y Europa, donde está presente en las áreas costeras del Mar Mediterráneo y el Mar Negro.